# Pleurocladula islandica
Pleurocladula islandica là một loài rêu trong họ Cephaloziaceae. Loài này được Nees Grolle mô tả khoa học đầu tiên năm 1979.